# ارتباط غیراتصال‌گرا
ارتباط غیراتصال‌گرا یک روش انتقال داده است که در شبکه‌های سوئیچینگ بسته استفاده می‌شود و به وسیلهٔ آن هر واحد داده به‌طور منحصربه‌فرد آدرس‌دهی می‌شود و براساس اطلاعات هر واحد مسیریابی می‌شود.
ارتباط غیراتصال‌گرا اغلب به‌عنوان ارتباط حالت cl نامیده می‌شود.
در ارتباط غیراتصال‌گرا بین دو نقطهٔ پایانیِ شبکه، یک پیام می‌تواند بدون هماهنگیِ قبلی از یک نقطهٔ پایانی به نقطهٔ دیگر فرستاده شود. وسیلهٔ موجود در انتهای ارتباط، بدون حصول اطمینان از این‌که گیرنده در دسترس و آمادهٔ دریافت داده‌ها است؛ داده‌ها را به دیگری منتقل می‌کند. تعدادی از پروتکل‌ها با درخواست ارسال مجدد امکان اصلاح خطا را می‌دهند. پروتکل اینترنت (IP) و پروتکل دادهٔ کاربر (UDP) پروتکل‌های غیراتصال‌گرا هستند.
بستهٔ ارسالی در حالت غیراتصال‌گرا اغلب یک دیتاگرام (به انگلیسی: datagram) نامیده می‌شود.
پروتکل‌های غیراتصال‌گرا اغلب به‌عنوان پروتکل‌های بدون وضعیت (stateless) توصیف می‌شوند؛ چون نقطه‌های پایانی به منظور یادآوری این‌که در حال مبادلهٔ پیام هستند، هیچ روش تعریف پروتکلی ندارند.
در ارتباط اتصال‌گرا، اعضای ارتباط باید ابتدا یک کانال فیزیکی یا منطقی داده قبل از انتقال داده‌های کاربر ایجاد کنند.
مزیت ارتباط‌های غیراتصال‌گرا در مقابل ارتباط‌های اتصال‌گرا، سربار کم‌تر آن‌هاست. همچنین، امکان عملیات چندپخشی (multicast) را، که در آن داده‌های یکسانی به چندین مقصد در شبکه فرستاده می‌شوند، فراهم می‌کند. در مقابل، ارتباطی است که به صورت تک‌پخشی (unicast)، نقطه به نقطه، عمل می‌کند.
در انتقال‌های غیراتصال‌گرا، ارئه‌دهندهٔ خدمات معمولاً نمی‌تواند تضمین کند که هیچ‌گونه خطا و بسته‌های گم‌شده، تکراری و خارج از ترتیب وجود نخواهد داشت. با این حال، تأثیر خطاها با پیاده‌سازی تصحیح خطا در پروتکل لایهٔ کاربرد کم می‌شود.
در حالت غیراتصال‌گرا، هنگامی که چندین واحد داده را بین دو عضو یکسان می‌فرستیم، هیچ‌گونه بهینه‌سازی ممکن نیست. با برقراری یک ارتباط در آغاز تبادل داده، اجزا (روترها و پل‌ها) در طول مسیر شبکه قادر خواهند بود اطلاعات مسیریابی را با اجتناب از محاسبات تکراری محاسبه کنند. اجزای شبکه همچنین می‌توانند ظرفیتی را برای انتقال واحدهای داده رزرو کنند؛ به‌عنوان مثال: دانلود ویدیو تمایز بین انتقال اتصال‌گرا و غیراتصال‌گرا ممکن است در لایه‌های مختلف مدل مرجع OSI رخ دهد:
- لایهٔ انتقال: TCP یک پروتکل اتصال‌گرا است و UDP پروتکل غیراتصال‌گرا است.
- لایهٔ شبکه
- لایهٔ پیوند داده: IEEE 802.2: پروتکلی که می‌تواند هر دو نوع خدمت را فراهم کند. در واقع، برخی از پروتکل‌های شبکه (مانند کنترل راه SNA در مراحل اولیهٔ آن) نیاز به یک لایهٔ پیوند اتصال‌گرا دارند و بقیه (مانند IP) خیر. (پس از پیدایش APPN, SNA می‌تواند بر روی خدمات لایهٔ پیوند غیراتصال‌گرا به‌خوبی عمل کند)

## پروتکل‌های غیراتصال‌گرای قابل توجه
- پروتکل اینترنت (IP)
- پروتکل دادهای کاربر (UDP)
- پروتکل پیام کنترل اینترنت (ICMP)
- Internet Work Packet Exchange
- TIPC
- NetBEUI